# Teslim Balogun
Teslim Balogun   (Nigèria, 1927 - Nigèria, 30 de juliol de 1972) fou un futbolista nigerià de la dècada de 1950.
S'educà a Port Harcourt i es graduà a St. Mary's Catholic School. Jugà al seu país als clubs Apapa Bombers, Marine Athletics, UAC XI, Railways XI, Jos XI, Pan Bank Team, Dynamos Club i SCOA XI. El 1949 marxà a Anglaterra on jugà pels clubs Peterborough United. Skegness Town, Queens Park Rangers FC i Holbeach United. També fou internacional amb la selecció de futbol de Nigèria.
Fou seleccionador de Nigèria als Jocs Olímpics de 1968.